# El que fem a les ombres
El que fem a les ombres (títol original en anglès, What We Do in the Shadows) és una pel·lícula de comèdia de terror de Nova Zelanda del 2014 escrita i dirigida per Jemaine Clement i Taika Waititi i la primera entrega de la franquícia El que fem a les ombres. La pel·lícula també és protagonitzada per Clement i Waititi, juntament amb Jonathan Brugh, Ben Fransham, Cori Gonzalez-Macuer, Stu Rutherford i Jackie van Beek. L'argument de la pel·lícula tracta de diversos vampirs que viuen junts en un pis de Wellington. S'ha doblat i subtitulat al català.
El que fem a les ombres es va exhibir al Festival de Cinema de Sundance el gener de 2014. Es va estrenar als cinemes el 18 d'agost de 2014 a càrrec de Madman Entertainment i va rebre elogis de la crítica. La pel·lícula va guanyar 6,9 milions de dòlars amb un pressupost d'1,6 milions de dòlars.

## Argument
Un equip documental segueix a quatre vampirs: Viago, Vladislav, Deacon i Petyr, que comparteixen un apartament en el suburbi de Te Aro, a Wellington (Nova Zelanda).
Encara que Viago, Vladislav i Deacon tenen diversos segles d'antiguitat, han conservat una aparença humana normal, però Petyr, de 8.000 anys, s'assembla al Comte Orlok (personatge basat en el Compte Dràcula) i actua més salvatgement que els vampirs més joves. Cada nit, Viago, Vladislav i Deacon recorren els carrers de Wellington a la recerca de persones per a matar, però han de romandre a l'apartament durant el dia per a evitar la llum solar, que és letal per als vampirs, cosa que els ha complicat la seva adaptació a la vida del segle XXI.
Deacon té un servent humà (familiar), Jackie, que fa encàrrecs per als vampirs, però està frustrada que Deacon no la convertirà en un vampir com va prometre. Jackie porta al seu ex-xicot Nick al pis dels vampirs perquè puguin beure la seva sang; no obstant això, aquest s'escapa abans que puguin matar-lo, però quan surt de l'apartament, Petyr l'ataca i després converteix a Nick en un vampir.
Dos mesos després, els vampirs accepten a Nick en el seu grup i també es vinculen amb el seu amic humà Stu, un analista informàtic que els mostra com usar tecnologia moderna com YouTube (per a veure albes) i càmeres (per poder veure's a si mateixos). Viago, en particular, és capaç de trobar a Katherine, el seu amor de molts anys enrere, ara una anciana en una llar de descans a Wellington. Malgrat poder portar als seus nous amics a bars i clubs populars, Nick lluita per adaptar-se a la vida de vampir i revela el seu secret als estranys que coneix. Un d'aquests estranys, un caçador de vampirs, irromp a l'apartament durant el dia i mata a Petyr exposant-lo a la llum del sol. Els vampirs estan furiosos quan descobreixen que Nick va causar indirectament la mort de Petyr, i ho expulsen del departament fent servir la infame Procession of Shame ("Processó de la vergonya").
Algun temps després, els vampirs reben una invitació a un ball de màscares, on es troben amb altres éssers no morts i sobrenaturals, com a zombis i bruixes, així com amb l'ex-xicota de Vladislav, Pauline, a qui va sobrenomenar "La Bèstia" a causa de la seva dura ruptura. Nick, Stu i Jackie també assisteixen. Per a molèstia de Deacon, Nick ha convertit a Jackie en un vampir. Quan es revela que Stu i els càmeres són humans, els convidats intenten matar-los, acció que obliga a Vladislav a lluitar contra el nou xicot de Pauline. Stu salva a Vladislav en empalar a la parella de Pauline en un pal. Els vampirs aconsegueixen escapar de la festa amb Stu i l'equip de filmació, però es troben en un bosc amb un grup d'homes llop que estan a punt de transformar-se. Stu i un dels càmeres són capturats i atacats pels homes llop. Assumint que Stu està mort, els vampirs s'afligeixen per ell.
Una estona després, Stu (havent-se convertit en un home llop) reapareix, i, eventualment, reconcilia als homes llop amb els vampirs, que els permeten quedar-se al seu apartament amb ells. Nick també reapareix i és acceptat de nou en la llar. Viago torna a contactar amb Katherine, convertint-la en un vampir i assegurant-se que puguin estar junts per sempre.
Les escenes durant els crèdits revelen que Vladislav s'ha tornat a reunir amb Pauline i Jackie ha fet que el seu espòs sigui el seu nou familiar. Una escena posterior als crèdits mostra a Deacon intentant hipnotitzar a l'audiència perquè oblidi els esdeveniments de la pel·lícula.

## Elenc
- Jemaine Clement com Vladislav the Poker. És un vampir de 862 anys. És el vampir més tirà de la casa amb poders superiors. Clement es va basar en la interpretació de Drácula de l'actor Gary Oldman.[6] És un vampir medieval amb idees molt retrògrades.
- Taika Waititi com Viago von Dorna Schmarten Scheden Heimburg de 379 anys. És un vampir victorià (educat, romàntic, etc.). Segons va comentar Waititi per a la revista Empire, va basar el seu personatge en la seva pròpia mare i en un alemany que va conèixer al que va anomenar Senyor Feliç per la seva veu tan característica.[7]
- Jonathan Brugh com Deacon. És el jove rebel del grup, amb tan sols 183 anys, al qual li agrada teixir i ser "guai". És conegut per ser feixista.
- Ben Fransham com Petyr. És un vampir semblant a Nosferatu que viu en el soterrani de la casa en un taüt de marbre on generalment es resguarda. És el més vell de tots, amb 8.000 anys.
- Cori Gonzalez-Macuer com Nick. Una víctima dels vampirs que va ser convertit en vampir per Petyr.
- Stu Rutherford com Stu. El millor amic de Nick, el qual introdueix les noves tecnologies als vampirs.
- Jackie van Beek com Jackie. És un familiar humà de Deacon que els neteja després d'alimentar-se i els connecta amb les seves possibles víctimes.
- Rhys Darby com Anton. El líder del grup local d'homes llops.
- Ethel Robinson com Katherine. L'amor de Viago.
- Elena Stejko com Pauline. És l'ex-xicota de Vladislav a la qual ell li diu La Bèstia.
- Jason Hoyte com Julian. És el nou xicot de la Pauline després de trencar amb el Vladislav.
- Karen O'Leary com l'Oficial O'Leary. Primer oficial de policia que és anomenat perquè s'acosti a la casa dels vampirs.
- Mike Minogue com l'Oficial Minogue. Segon oficial de policia que és anomenat perquè s'acosti a la casa dels vampirs.

## Producció

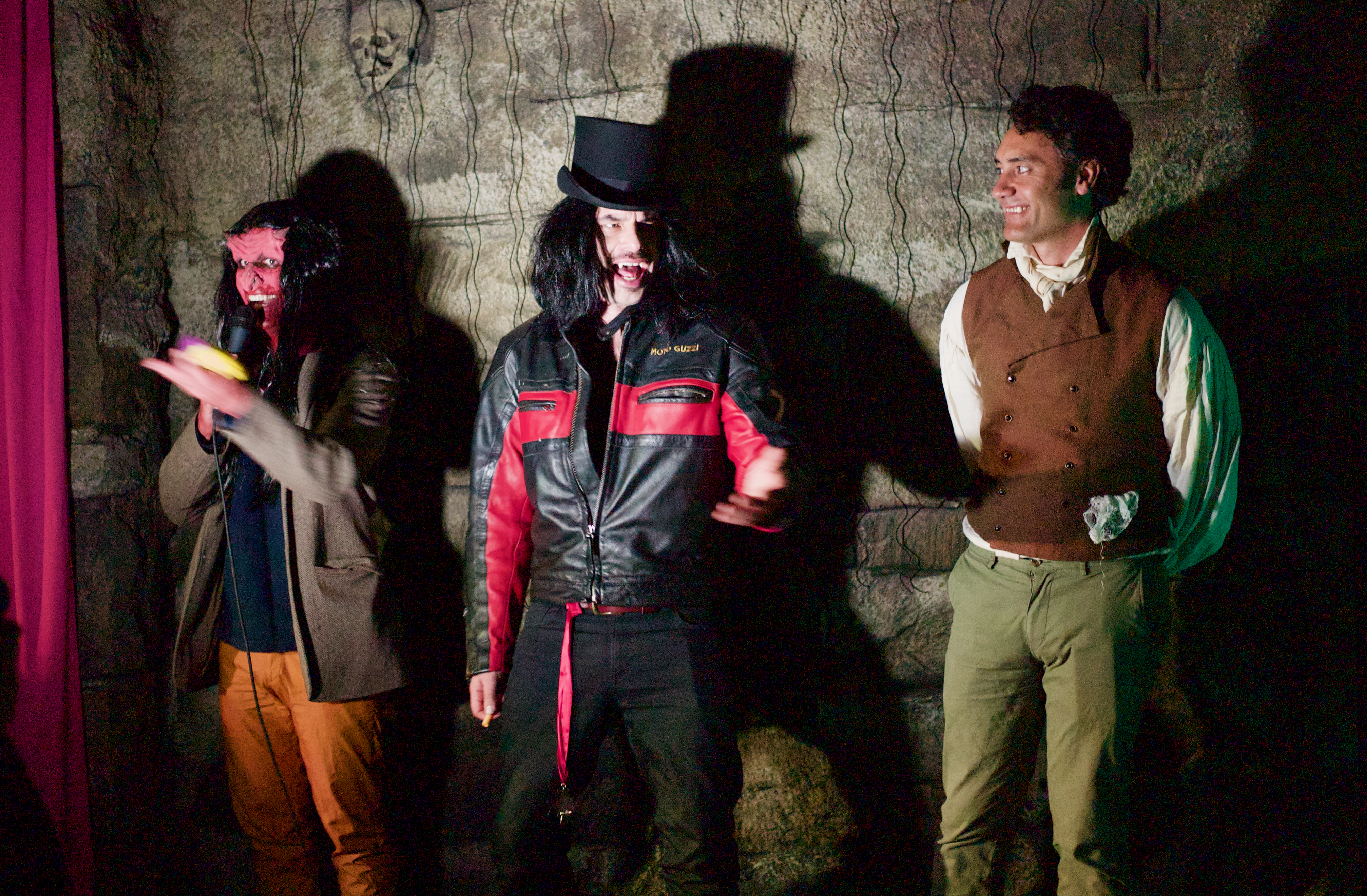
Jemaine Clement i Taika Waititi a l'estrena de la pel·lícula a Alemanya el 2014.

La pel·lícula està basada en un curtmetratge de 2005, What We Do in the Shadows: The Vampire Interview, escrit i dirigit per Waititi i Clement, i protagonitzat per Jonny Brugh, Cori Gonzalez-Macuer i Stu Rutherford en els seus papers de Deacon, Nick i Stu, respectivament. L'adaptació al llargmetratge es va rodar a Wellington, el setembre de 2012 i va ser el primer llargmetratge de Waititi des de Boy, de 2010.
Amb molt poca ajuda i poc finançament van aconseguir realitzar el curt del qual anys més tard sorgiria la pel·lícula. Aquest curtmetratge de tot just mitja hora es va dur a terme amb la idea de guanyar rellevància i cridar l'atenció del públic. Uns anys després, van decidir produir la pel·lícula amb tot just uns decorats, amb un guió gairebé improvisat i amb tan sols 5 setmanes de gravació. Segons el director Taika Waititi durant una xerrada per a Center for Communication, van escriure un guió, però els actors havien d'improvisar tot el temps sense sortir-se de les idees principals. En total, Waititi i Clement asseguren que gairebé un 95% de la pel·lícula va ser improvisada.
Després de guanyar premis en uns certs festivals de rellevància, van decidir llançar una campanya de micromecenatge en Kickstarter per a poder distribuir la pel·lícula als Estats Units. El micromecenatge va ser possible gràcies al poder dels aficionats de tots dos directors. Van arribar a recaptar a través de Kickstarter prop de 500.000 dòlars. Segons Dan Schoenbrun de Kickstarter, és la major recaptació obtinguda per a un projecte audiovisual. Van fer vídeos gairebé cada dia per a mantenir als aficionats dins del projecte. Alguns els gravaven com ells i altres amb els seus personatges de la pel·lícula. La campanya de recaptació va arribar a expandir més la trama de la pel·lícula.
Inicialment, se li va dir a Stu Rutherford, un tècnic d'informàtica i amic de l'escola secundària de Waititi en la vida real, que només tindria una petita part en la pel·lícula perquè actués de forma més natural quan filmés. No es va adonar que el seu paper era tan important fins a l'estrena de la pel·lícula.
Waititi va revelar que hi havia tantes imatges filmades que es van fer tres talls; un es va centrar principalment en els acudits, un altre es va centrar més en la història i per al tall final es va triar una barreja dels dos.
Segons Waititi i Clement, les seves pel·lícules de vampirs favorites són The Lost Boys, Drácula, de Bram Stoker i Entrevista amb el vampir. Totes aquestes pel·lícules són citades o referenciades en la pel·lícula, juntament amb moltes altres produccions del gènere com Blade, Twilight i Buffy the Vampire Slayer.

## Música
La partitura de la pel·lícula va ser composta per Pla 9. Els crèdits d'obertura de la pel·lícula inclouen la cançó You're Dead, de Norma Tanega, triada després que a Clement i Waititi els fos presentada la cançó per l'editor de cinema Tom Eagles. El tràiler i final de la pel·lícula van ser musicalitzats amb la cançó Lastochka, de la banda de rock russa Leningrad.

## Estrena
La pel·lícula es va estrenar en un llançament limitat el 13 de febrer de 2015 a la ciutat de Nova York i Los Angeles, seguida d'una projecció a San Francisco, Irvine, Filadèlfia, Boston, Seattle i Washington D. C. La pel·lícula va rebre un llançament regional als Estats Units el març de 2015 per Unison Films, The Orchard i Paramount Pictures, en associació amb Funny or Die i Paladin Pictures.
La pel·lícula va ser fortament piratejada. Després del tancament d'un lloc web de pirateria amb seu en Mount Wellington, Auckland, el lloc web va revelar que, amb 277.000 descàrregues, What We Do in the Shadows va ser una de les seves pel·lícules més piratejades.

## Premis
Aquesta pel·lícula ha estat molt aclamada per la crítica arribant a ser premiada durant 3 anys seguits en diferents festivals al llarg del món com poden ser:
1. Feature Film (Premi de l'audiència) en el Festival Internacional de cinema de Varsòvia (2014).
2. Midnight Madness (Premi triat per l'audiència) en el Festival Internacional del cinema de Toronto (2014).
3. Millor llargmetratge (premi del públic) i esment especial en el Festival Internacional de cinema de Sitges (2014).
4. Millor pel·lícula no-estatunidenca dels Premis de la societat de crítics de cinema en línia (2014)
5. Millor i més original posada en pantalla i millor conjunt en el Premi de la societat de crítics de cinema de Sant Diego (2015).
6. Millor comèdia de l'any en els Premis Golden Schmoes (2015).
7. Millor pel·lícula de comèdia per la societat de crítics de cinema de Denver (2016).

Entre molts altres més premis al llarg d'aquests anys.

## Sèrie de televisió
Una versió estatunidenca de la pel·lícula va ser desenvolupada com una sèrie de televisió. Un pilot va ser ordenat per FX, que incloïa a Kayvan Novak, Matt Berry, Natasia Demetriou i Harvey Guillen. Els productors executius de la sèrie inclouen a Clement, Waititi, Scott Rudin, Paul Simms, Garrett Basch i Eli Bush. El 3 de maig de 2018, FX va recollir el pilot, amb una ordre de deu episodis de 30 minuts que es van estrenar el 27 de març de 2019.